# British Home Championship 1903
De British Home Championship van 1903 was de 20e editie van de British Home Championship. Het toernooi werd gehouden van 14 februari tot en met 4 april 1903. Engeland, Schotland en Ierland werden kampioen.

## Eindstand
| Team      | Gsp | W | G | V | DV | DT | DS | Ptn |
| --------- | --- | - | - | - | -- | -- | -- | --- |
| Engeland  | 3   | 2 | 0 | 1 | 7  | 3  | +4 | 4   |
| Ierland   | 3   | 2 | 0 | 1 | 4  | 4  | 0  | 4   |
| Schotland | 3   | 2 | 0 | 1 | 3  | 3  | 0  | 4   |
| Wales     | 3   | 0 | 0 | 3 | 1  | 5  | –4 | 0   |

## Wedstrijden
|                                                     |                                                         |       |         |                                                                                              |
| 14 februari 1903 «onderlinge duels» 15:00 uur (UTC) | Engeland                                                | 4 – 0 | Ierland | Molineux Stadium, Wolverhampton Toeschouwers: 24.240 Scheidsrechter: William Nunnerley (WAL) |
| 14 februari 1903 «onderlinge duels» 15:00 uur (UTC) | Vivian Woodward 19', 52' Jack Sharp 63' Harry Davis 87' |       |         | Molineux Stadium, Wolverhampton Toeschouwers: 24.240 Scheidsrechter: William Nunnerley (WAL) |

|                                                 |                                   |       |                  |                                                                                  |
| 2 maart 1903 «onderlinge duels» 15:30 uur (UTC) | Engeland                          | 2 – 1 | Wales            | Fratton Park, Portsmouth Toeschouwers: 5.000 Scheidsrechter: Tom Robertson (SCO) |
| 2 maart 1903 «onderlinge duels» 15:30 uur (UTC) | Joe Bache 12' Vivian Woodward 78' |       | 54' Mart Watkins | Fratton Park, Portsmouth Toeschouwers: 5.000 Scheidsrechter: Tom Robertson (SCO) |

|                                                 |       |                    |           |                                                                                    |
| 9 maart 1903 «onderlinge duels» 16:00 uur (UTC) | Wales | 0 – 1              | Schotland | Cardiff Arms Park, Cardiff Toeschouwers: 11.000 Scheidsrechter: Fred Kirkham (ENG) |
| 9 maart 1903 «onderlinge duels» 16:00 uur (UTC) |       | 25' Finlay Speedie |           | Cardiff Arms Park, Cardiff Toeschouwers: 11.000 Scheidsrechter: Fred Kirkham (ENG) |

|                                                  |           |                               |         |                                                                              |
| 21 maart 1903 «onderlinge duels» 15:30 uur (UTC) | Schotland | 0 – 2                         | Ierland | Celtic Park, Glasgow Toeschouwers: 17.000 Scheidsrechter: Fred Kirkham (ENG) |
| 21 maart 1903 «onderlinge duels» 15:30 uur (UTC) |           | 9' Joe Connor 83' Jack Kirwan |         | Celtic Park, Glasgow Toeschouwers: 17.000 Scheidsrechter: Fred Kirkham (ENG) |

|                                                       |                                       |       |       |                                                                           |
| 28 maart 1903 «onderlinge duels» 15:30 uur (UTC–0:25) | Ierland                               | 2 – 0 | Wales | Solitude, Belfast Toeschouwers: 14.000 Scheidsrechter: Fred Kirkham (ENG) |
| 28 maart 1903 «onderlinge duels» 15:30 uur (UTC–0:25) | Archie Goodall 76' Paddy Sheridan 88' |       |       | Solitude, Belfast Toeschouwers: 14.000 Scheidsrechter: Fred Kirkham (ENG) |

|                                                 |                     |       |                                     |                                                                                      |
| 4 april 1903 «onderlinge duels» 15:30 uur (UTC) | Engeland            | 1 – 2 | Schotland                           | Bramall Lane, Sheffield Toeschouwers: 32.000 Scheidsrechter: William Nunnerley (WAL) |
| 4 april 1903 «onderlinge duels» 15:30 uur (UTC) | Vivian Woodward 10' |       | 57' Finlay Speedie 59' Bobby Walker | Bramall Lane, Sheffield Toeschouwers: 32.000 Scheidsrechter: William Nunnerley (WAL) |